# Erlenbruchwälder in Brandenburg

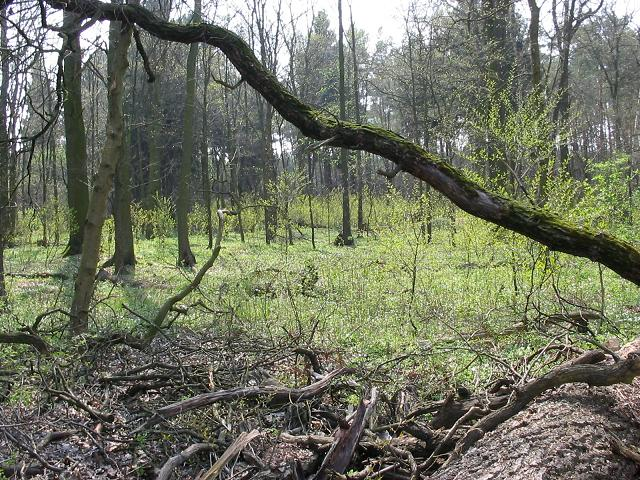
Saarmunder Elsbruch

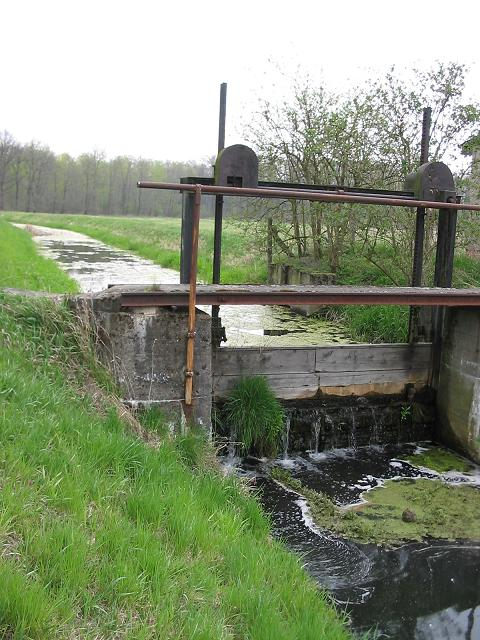
Entwässerungskanal am Siethener Elsbruch

In der Region Brandenburg werden Erlenbruchwälder oftmals als Elsbruch bezeichnet. Els soll sich hierbei vom niederdeutschen Wort für Erle ableiten (niederdeutsch Else = Erle). Bruch hat die Bedeutung „sumpfiges Gebiet“. In den Brandenburger Elsbrüchen kommt überwiegend die Schwarzerle vor, die die hohe Feuchtigkeit und dank ihrer Adventivwurzeln auch schwankende Wasserstände vergleichsweise gut verkraften kann.
Naturnahe Erlenbrüche sind heute beispielsweise noch im Oberspreewald zu finden. Einen dichten Bruchwald bildet ferner das Naturschutzgebiet Zarth bei Treuenbrietzen im Naturpark Nuthe-Nieplitz, das unterhalb des Nordhangs des Fläming im Glogau-Baruther Urstromtal liegt und Quellgebiet mehrerer Fließe ist. Die tischebene und ehemals sumpfige Urstromtalung beherbergte vor den umfangreichen Meliorationsmaßnahmen des 18. Jahrhunderts viele Bruchwälder. Einen Rest bildet beispielsweise der ehemals weit ausgedehnte Linther Oberbusch bei Neuendorf. Zwei kleinere Elsbrüche liegen südlich vor Berlin, ebenfalls im brandenburgischen Naturpark Nuthe-Nieplitz: das Siethener und das Saarmunder Elsbruch. Im Norden der Stadt Havelsee liegt die ausgedehnte Pritzerber Laake.
Die Brandenburger Elsbrüche sind mit dem Ende der letzten Eiszeit, der Weichsel-Eiszeit vor rund 15.000 Jahren in Schmelzwasserrinnen entstanden. So sind in den Niederungen verschiedener Flüsse stellenweise fast undurchdringliche sumpfige Gebiete entstanden. Die Regulierung der Flüsse und die Entwässerung der Niederungen und Elsbrüche für die Urbarmachung des Landes zugunsten der Landwirtschaft begleitet die Geschichte des Landes seit dem 12. Jahrhundert.
Über das Jahr 1859 und Karl von Jagow, Erbjägermeister der Kurmark und seinerzeit Eigentümer der Dörfer Siethen und Gröben, berichtet beispielsweise Theodor Fontane in seinen Wanderungen durch die Mark Brandenburg: „Mit Wiesenkulturen und Bruchentwässerungen, an die sich bald auch eine lohnendere Behandlung der Forstreviere schloß, wurde begonnen und in rascher Reihenfolge folgten Wirtschaftsgebäude“.